# Bonania emarginata
Bonania emarginata är en törelväxtart som beskrevs av Charles Wright och August Heinrich Rudolf Grisebach. Bonania emarginata ingår i släktet Bonania och familjen törelväxter.
Artens utbredningsområde är Kuba.

## Underarter
Arten delas in i följande underarter:
- B. e. emarginata
- B. e. nipensis
- B. e. suborbiculata